# 佛岩
佛岩（英語：Buddha Rock），是南極洲的岩石，位於南桑威奇群島，處於溫德凱申島以西0.6公里，海拔高度35米，在1930年由英國研究隊繪入地圖和命名，現時由英國海外領土管轄。